# Roquelaure (Gers)
Pour les articles homonymes, voir Roquelaure.
Roquelaure (Ròcalaura en gascon) est une commune française située dans le centre du département du Gers en région Occitanie. Sur le plan historique et culturel, la commune est dans le Pays d'Auch, un territoire céréalier et viticole qui s'est également constitué en pays au sens aménagement du territoire en 2003.
Exposée à un climat océanique altéré, elle est drainée par le Gers, le Talouch et par divers autres petits cours d'eau. La commune possède un patrimoine naturel remarquable composé d'une zone naturelle d'intérêt écologique, faunistique et floristique.
Roquelaure est une commune rurale qui compte 577 habitants en 2022, après avoir connu une forte hausse de la population depuis 1975. Elle fait partie de l'aire d'attraction d'Auch. Ses habitants sont appelés les Roquelaurois ou  Roquelauroises.
Le patrimoine architectural de la commune comprend deux  immeubles protégés au titre des monuments historiques : le château du Rieutort, inscrit en 1967, et l'église Saint-Loup, inscrite en 1979.

## Géographie

### Localisation
La commune de Roquelaure se situe dans le canton de la Gascogne-Auscitaine et dans l'arrondissement d'Auch, à 8,4 km au nord d'Auch. Les communes les plus proches géographiquement sont Castillon-Massas (2,5 km), Peyrusse-Massas (2,8 km), Castin (4 km), Preignan (4,6 km) et Roquefort (4,8 km). Condom est à 31,3 km et Mirande à 26,7 km.
Roquelaure est limitrophe avec, au sud, Auch, chef-lieu du Gers, à l'ouest, les communes de Castillon-Massas et Peyrusse-Massas, à l'est, les communes de Preignan et Sainte-Christie et au nord, la commune de Roquefort.
Roquelaure fait partie de la région agricole du Haut Armagnac. Historiquement, elle se rattache au pays de Fezensac.
Roquelaure fait partie, avec trente-huit autres communes de l'aire urbaine d'Auch.

### Communes limitrophes
Les communes limitrophes sont  Auch, Castillon-Massas, Peyrusse-Massas, Preignan, Roquefort et Sainte-Christie.
| Peyrusse-Massas  | Roquefort  | Sainte-Christie |
| Castillon-Massas | Roquelaure | Preignan        |
|                  | Auch       |                 |

### Géologie et relief
La superficie de la commune est de 2 123 ha et l'altitude varie de 106 à 239 m. Le point le plus bas se trouve au sud-est de la commune au niveau du Gers. Le point culminant est situé au sud-ouest au lieu-dit Lasarroques.
Roquelaure se situe en zone de sismicité 1 (sismicité très faible).

### Hydrographie

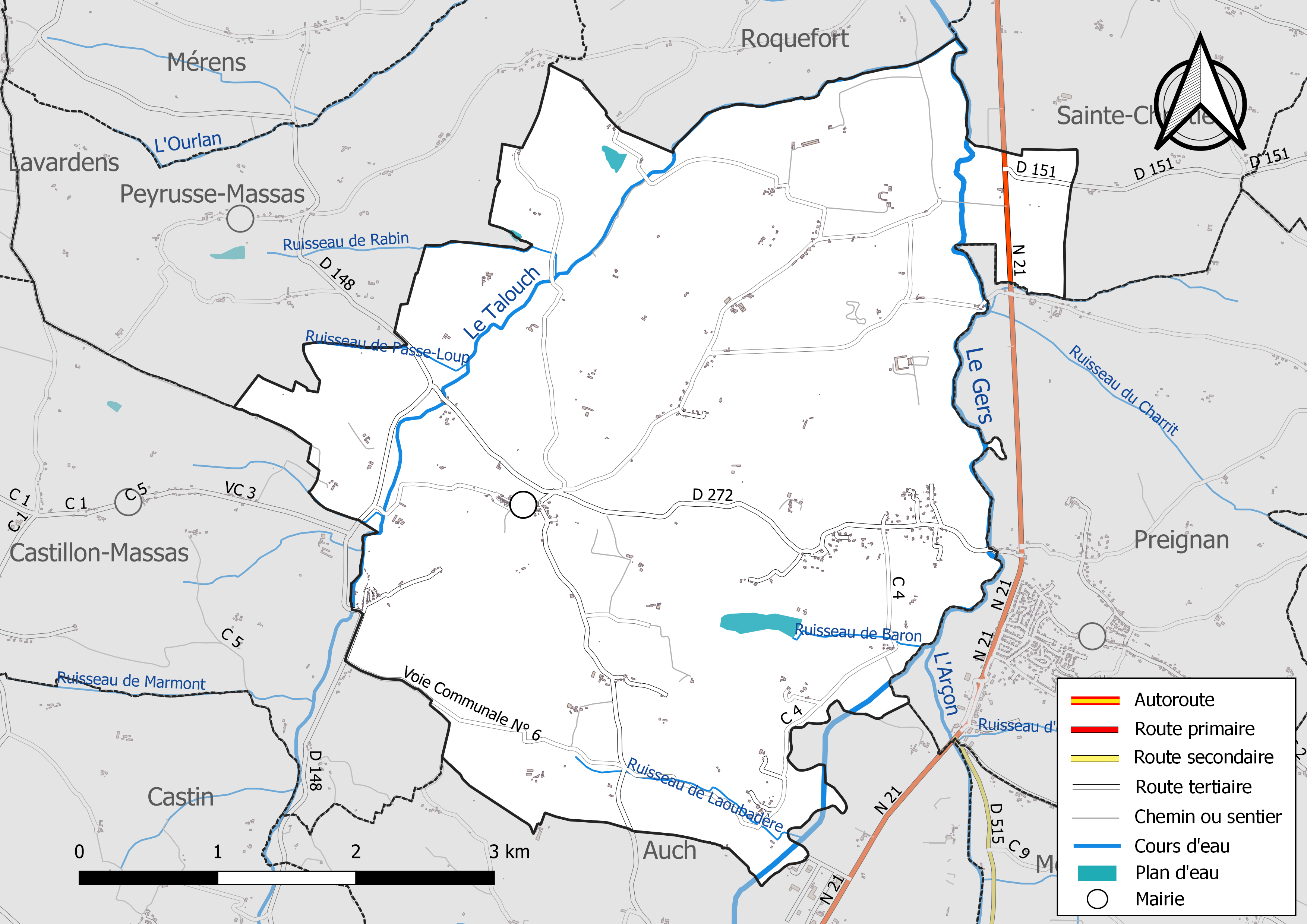
Réseaux hydrographique et routier de Roquelaure.

La commune est dans le bassin de la Garonne, au sein du bassin hydrographique Adour-Garonne. Elle est drainée par le Gers, le Talouch, le ruisseau de Baron, le ruisseau de Laoubadère, le ruisseau de Lestangue, le ruisseau de Passe-Loup, le ruisseau de Rabin et par un petit cours d'eau, qui constituent un réseau hydrographique de 15 km de longueur totale,.
Le Gers, d'une longueur totale de 175,4 km, prend sa source dans la commune de Lannemezan et s'écoule vers le nord. Il traverse la commune et se jette dans la Garonne à Layrac, après avoir traversé 47 communes.
Le Talouch, d'une longueur totale de 14 km, prend sa source dans la commune d'Auch et s'écoule vers le nord. Il traverse la commune et se jette dans le Gers à Roquefort, après avoir traversé 6 communes.

### Climat
Pour des articles plus généraux, voir Climat de l'Occitanie et Climat du Gers.
En 2010, le climat de la commune est de type climat du Bassin du Sud-Ouest, selon une étude s'appuyant sur une série de données couvrant la période 1971-2000. En 2020, Météo-France publie une typologie des climats de la France métropolitaine dans laquelle la commune est exposée à un climat océanique altéré et est dans la région climatique Aquitaine, Gascogne, caractérisée par une pluviométrie abondante au printemps, modérée en automne, un faible ensoleillement au printemps, un été chaud (19,5 °C), des vents faibles, des brouillards fréquents en automne et en hiver et des orages fréquents en été (15 à 20 jours).
Pour la période 1971-2000, la température annuelle moyenne est de 13,5 °C, avec une amplitude thermique annuelle de 15,1 °C. Le cumul annuel moyen de précipitations est de 781 mm, avec 9,8 jours de précipitations en janvier et 6,1 jours en juillet. Pour la période 1991-2020, la température moyenne annuelle observée sur la station météorologique la plus proche, située sur la commune d'Auch à 8 km à vol d'oiseau, est de 13,5 °C et le cumul annuel moyen de précipitations est de 695,8 mm,. Pour l'avenir, les paramètres climatiques de la commune estimés pour 2050 selon différents scénarios d’émission de gaz à effet de serre sont consultables sur un site dédié publié par Météo-France en novembre 2022.

### Milieux naturels et biodiversité

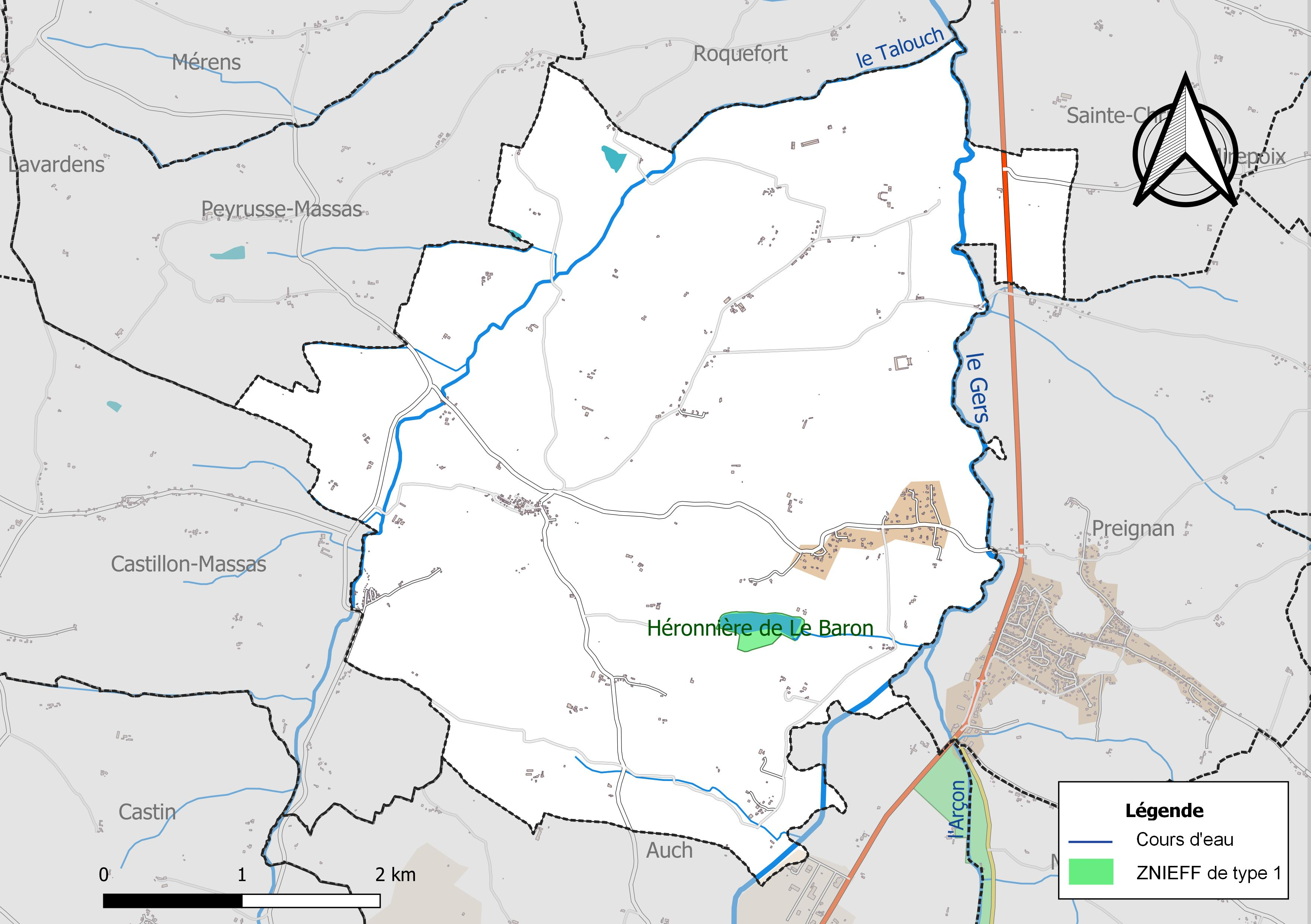
Carte de la ZNIEFF de type 1 localisée sur la commune.

L’inventaire des zones naturelles d'intérêt écologique, faunistique et floristique (ZNIEFF) a pour objectif de réaliser une couverture des zones les plus intéressantes sur le plan écologique, essentiellement dans la perspective d’améliorer la connaissance du patrimoine naturel national et de fournir aux différents décideurs un outil d’aide à la prise en compte de l’environnement dans l’aménagement du territoire.
Une ZNIEFF de type 1 est recensée sur la commune :
les « Héronnière de le Baron » (12 ha).

## Urbanisme

### Typologie
Au 1er janvier 2024, Roquelaure est catégorisée commune rurale à habitat très dispersé, selon la nouvelle grille communale de densité à sept niveaux définie par l'Insee en 2022.
Elle est située hors unité urbaine. Par ailleurs la commune fait partie de l'aire d'attraction d'Auch, dont elle est une commune de la couronne,. Cette aire, qui regroupe 112 communes, est catégorisée dans les aires de 50 000 à moins de 200 000 habitants,.

### Occupation des sols
L'occupation des sols de la commune, telle qu'elle ressort de la base de données européenne d’occupation biophysique des sols Corine Land Cover (CLC), est marquée par l'importance des territoires agricoles (94,7 % en 2018), en diminution par rapport à 1990 (96,3 %). La répartition détaillée en 2018 est la suivante : 
terres arables (74,7 %), zones agricoles hétérogènes (12,5 %), prairies (7,5 %), forêts (3,7 %), zones urbanisées (1,4 %), milieux à végétation arbustive et/ou herbacée (0,2 %), zones industrielles ou commerciales et réseaux de communication (0,1 %). L'évolution de l’occupation des sols de la commune et de ses infrastructures peut être observée sur les différentes représentations cartographiques du territoire : la carte de Cassini (XVIIIe siècle), la carte d'état-major (1820-1866) et les cartes ou photos aériennes de l'IGN pour la période actuelle (1950 à aujourd'hui).

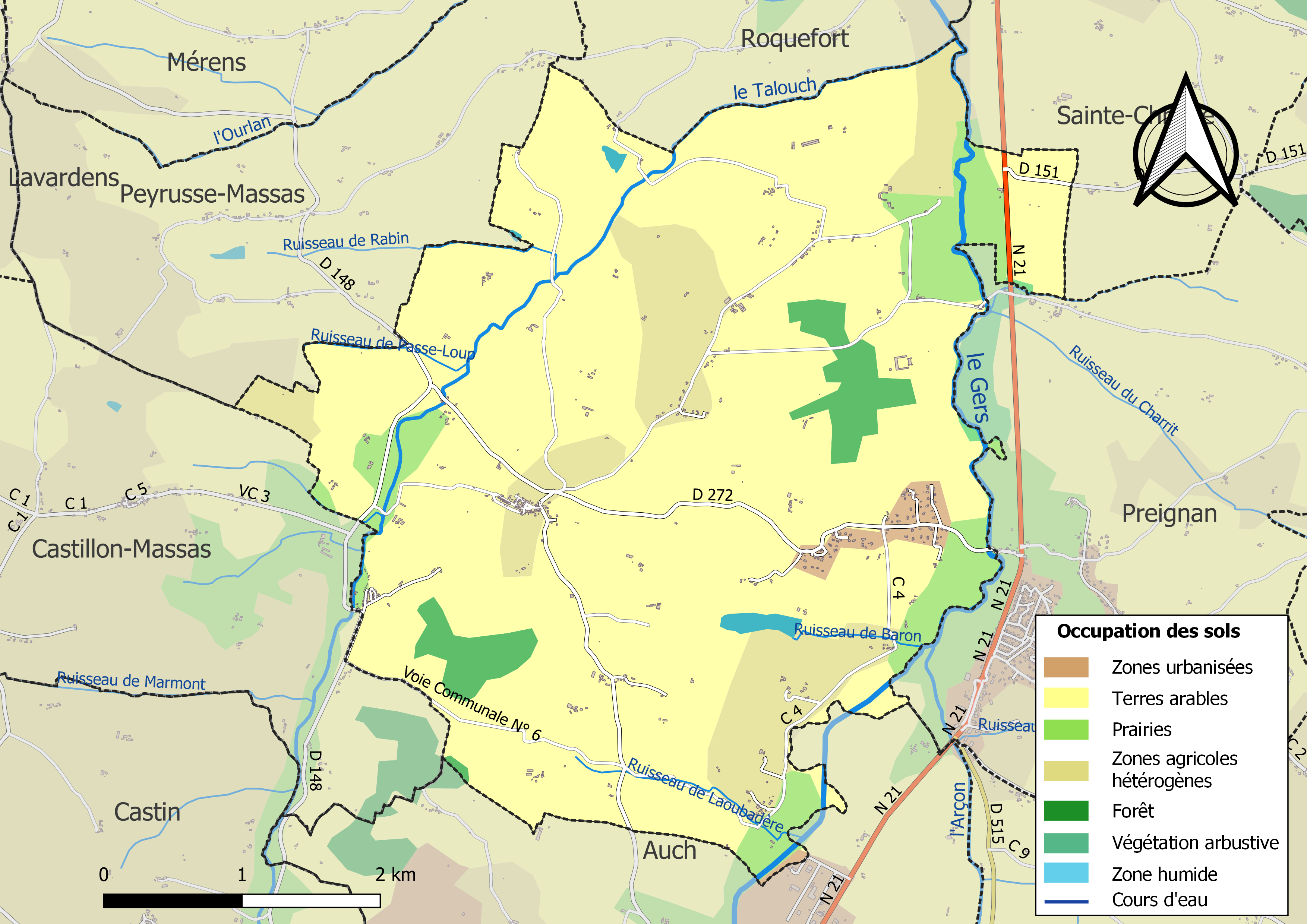
Carte des infrastructures et de l'occupation des sols de la commune en 2018 (CLC).

### Voies de communication et transports
Voies routières
La commune de Roquelaure est traversée par différentes routes départementales.
- La D 148 traverse la partie occidentale de la commune du sud vers le nord, en provenance de Castin et en direction de Peyrusse-Massas.
- La D 272 traverse le territoire de la commune en son centre selon un axe ouest-est. Débutant au croisement avec la D 148, elle se dirige vers l'est en direction de Preignan.

Transports
Les transports en commun (interurbains, scolaires, à la demande) sont ceux organisés par le conseil général du Gers.
La gare SNCF la plus proche est celle d'Auch, desservie par les TER Midi-Pyrénées en provenance et en direction de Toulouse-Matabiau. L'aérodrome d'Auch-Lamothe se trouve sur la RN 21 à l'entrée d'Auch.

### Risques majeurs
Le territoire de la commune de Roquelaure est vulnérable à différents aléas naturels : météorologiques (tempête, orage, neige, grand froid, canicule ou sécheresse), inondations et séisme (sismicité très faible). Un site publié par le BRGM permet d'évaluer simplement et rapidement les risques d'un bien localisé soit par son adresse soit par le numéro de sa parcelle.
Certaines parties du territoire communal sont susceptibles d’être affectées par le risque d’inondation par débordement de cours d'eau, notamment le Gers et le Talouch. La cartographie des zones inondables en ex-Midi-Pyrénées réalisée dans le cadre du XIe Contrat de plan État-région, visant à informer les citoyens et les décideurs sur le risque d’inondation, est accessible sur le site de la DREAL Occitanie. La commune a été reconnue en état de catastrophe naturelle au titre des dommages causés par les inondations et coulées de boue survenues en 1993, 1999, 2008, 2009 et 2020,.

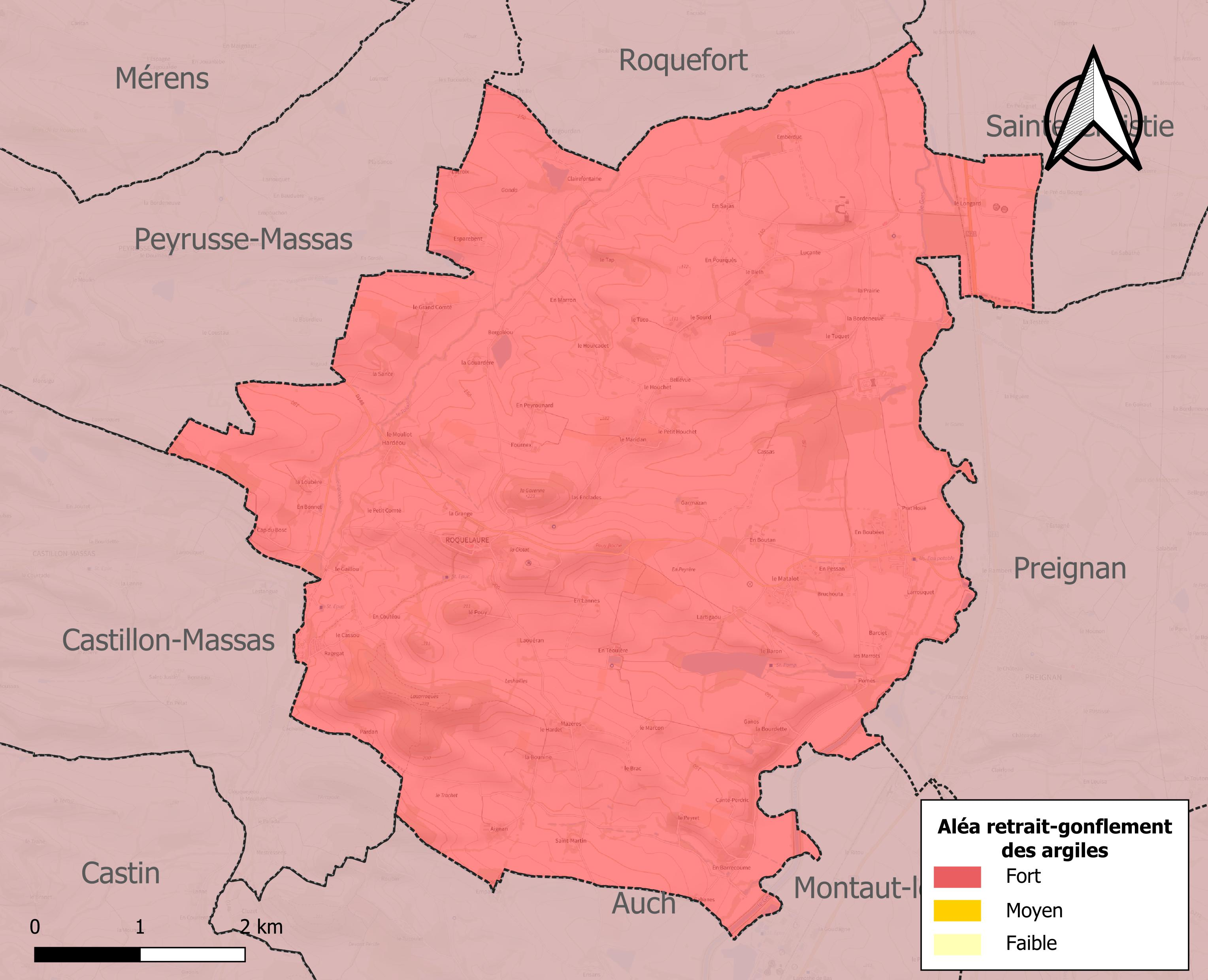
Carte des zones d'aléa retrait-gonflement des sols argileux de Roquelaure.

Le retrait-gonflement des sols argileux est susceptible d'engendrer des dommages importants aux bâtiments en cas d’alternance de périodes de sécheresse et de pluie. La totalité de la commune est en aléa moyen ou fort (94,5 % au niveau départemental et 48,5 % au niveau national). Sur les 279 bâtiments dénombrés sur la commune en 2019, 279 sont en aléa moyen ou fort, soit 100 %, à comparer aux 93 % au niveau départemental et 54 % au niveau national. Une cartographie de l'exposition du territoire national au retrait gonflement des sols argileux est disponible sur le site du BRGM,.
Par ailleurs, afin de mieux appréhender le risque d’affaissement de terrain, l'inventaire national des cavités souterraines permet de localiser celles situées sur la commune.
Concernant les mouvements de terrains, la commune a été reconnue en état de catastrophe naturelle au titre des dommages causés par la sécheresse en 1989, 1994, 2003, 2011 et 2016 et par des mouvements de terrain en 1999.

## Toponymie
Le nom de Roquelaure signifie le rocher couvert de laurier. Ses habitants sont les Roquelaurois.
Durant la Révolution française, la commune est brièvement renommée La Montagne.

## Histoire
L'occupation du site de Roquelaure est ancienne puisque des vestiges néolithiques ont été découverts aux lieux-dits le Houchet et la Sioutat.
Ce même site de la Sioutat est un plateau devenu le siège d'un oppidum dès l'âge du fer. Celui-ci continue à être occupé à l'époque gallo-romaine, comme le prouvent les vestiges des thermes romains, découverts en 1785 et détruits dès 1790 (les pierres ont servi pour bâtir des écuries et la grange de la ferme du château du Rieutort dont la ferme s'appelle aujourd'hui La Bordeneuve[réf. nécessaire]). Les ruines d'une vaste villa gallo-romaine y ont été trouvées en 1962, révélant notamment de riches fresques. Des fouilles ont lieu à partir de 2007 et mettent au jour la partie centrale de la villa.[réf. nécessaire]
Un village fortifié a été construit sur le site actuel dans le courant du XIIe siècle sur les auspices des seigneurs de Roquelaure.
Le village reçoit sa charte de coutumes en 1244. À partir du XVIe siècle les Roquelaure construisent et entretiennent une chapelle dans l'église gothique de Saint-Loup. Plusieurs des seigneurs de Roquelaure, dont Antoine de Roquelaure, sont enterrés dans la crypte de l'église. À la fin du XVIe siècle, François Ier fait construire un fort, dont les vestiges sont encore visibles, sur la pente nord de la colline, pour surveiller le chemin vers Peyrusse-Massas. Les terrains du fort sont devenus le stade Robert-Dauzère depuis 1969.
Antoine de Roquelaure construit à proximité le château de Rieutort qui est actuellement la propriété d'Olivier de Montal.
Il existe un passage souterrain entre le château du Rieutort dans la bâtisse des écuries et le château d'Arcamont, lequel était un château destiné à recevoir les dames afin qu'elles puissent voir leur mari au pavillon de chasse. Un autre passage souterrain va de Rieutort à l'église de Castillon-Massas, mais il a été bouché à cause de l'état du tunnel. En 2010, le toit de la tour (pigeonnier) d'Arcamont s'est effondré en raison de la pluie et de la vétusté de la bâtisse.
En 1950, la commune d'Arcamont fut fusionnée au sein de Roquelaure.

## Politique et administration
Commune française du département du Gers en région Occitanie, Roquelaure fait partie du canton de la Gascogne-Auscitaine lui-même situé dans l'arrondissement d'Auch.

### Liste des maires
| Période                                  | Période  | Identité       | Étiquette | Qualité                                     |
| ---------------------------------------- | -------- | -------------- | --------- | ------------------------------------------- |
| avant 1958                               | ?        | Robert Dauzère | Radical   | Propriétaire-exploitant, conseiller général |
|                                          |          |                |           |                                             |
| mars 2001                                | En cours | Michel Baylac  | DVD       | Agriculteur                                 |
| Les données manquantes sont à compléter. |          |                |           |                                             |

### Intercommunalité
Roquelaure fait partie des 34 communes de la nouvelle communauté d'agglomération Grand Auch Cœur de Gascogne, née de la fusion de la communauté d'agglomération Le Grand Auch et de la communauté de communes Cœur de Gascogne.
Roquelaure fait aussi partie des 47 communes de l'aire urbaine d'Auch.

## Population et société

### Démographie
| 1793 | 1800 | 1806 | 1821 | 1831 | 1841 | 1846 | 1851 | 1856 |
| ---- | ---- | ---- | ---- | ---- | ---- | ---- | ---- | ---- |
| 795  | 756  | 808  | 814  | 820  | 811  | 758  | 776  | 780  |

| 1861 | 1866 | 1872 | 1876 | 1881 | 1886 | 1891 | 1896 | 1901 |
| ---- | ---- | ---- | ---- | ---- | ---- | ---- | ---- | ---- |
| 710  | 642  | 658  | 660  | 635  | 593  | 571  | 562  | 581  |

| 1906 | 1911 | 1921 | 1926 | 1931 | 1936 | 1946 | 1954 | 1962 |
| ---- | ---- | ---- | ---- | ---- | ---- | ---- | ---- | ---- |
| 576  | 544  | 446  | 433  | 457  | 471  | 422  | 460  | 432  |

| 1968 | 1975 | 1982 | 1990 | 1999 | 2004 | 2006 | 2009 | 2014 |
| ---- | ---- | ---- | ---- | ---- | ---- | ---- | ---- | ---- |
| 424  | 338  | 392  | 464  | 454  | 503  | 515  | 558  | 574  |

| 2019 | 2022 | - | - | - | - | - | - | - |
| ---- | ---- | - | - | - | - | - | - | - |
| 562  | 577  | - | - | - | - | - | - | - |

Note : À partir de 1954, le recensement inclut la population d'Arcamont.

### Enseignement
Roquelaure dispose d'une école primaire publique (43 élèves en 2023). Celle-ci est en regroupement pédagogique avec celle de Castillon-Massas.

### Manifestations culturelles et festivités
- Fête patronale : 1er dimanche de septembre[34] ;
- Festival de théâtre de rue : 3e week-end de juillet[27].

## Économie

### Revenus
En 2018  (données Insee publiées en septembre 2021), la commune compte 228 ménages fiscaux, regroupant 557 personnes. La médiane du revenu disponible par unité de consommation est de 23 880 € (20 820 € dans le département).

### Emploi
|                | 2008  | 2013  | 2018  |
| -------------- | ----- | ----- | ----- |
| Commune        | 3 %   | 7,5 % | 5,8 % |
| Département    | 6,1 % | 7,5 % | 8,2 % |
| France entière | 8,3 % | 10 %  | 10 %  |

En 2018, la population âgée de 15 à 64 ans s'élève à 349 personnes, parmi lesquelles on compte 77,5 % d'actifs (71,7 % ayant un emploi et 5,8 % de chômeurs) et 22,5 % d'inactifs,. Depuis 2008, le taux de chômage communal (au sens du recensement) des 15-64 ans est inférieur à celui de la France et du département.
La commune fait partie de la couronne de l'aire d'attraction d'Auch, du fait qu'au moins 15 % des actifs travaillent dans le pôle,. Elle compte 90 emplois en 2018, contre 82 en 2013 et 80 en 2008. Le nombre d'actifs ayant un emploi résidant dans la commune est de 257, soit un indicateur de concentration d'emploi de 35 % et un taux d'activité parmi les 15 ans ou plus de 59,1 %.
Sur ces 257 actifs de 15 ans ou plus ayant un emploi, 40 travaillent dans la commune, soit 16 % des habitants. Pour se rendre au travail, 90,2 % des habitants utilisent un véhicule personnel ou de fonction à quatre roues, 0,8 % les transports en commun, 1,2 % s'y rendent en deux-roues, à vélo ou à pied et 7,8 % n'ont pas besoin de transport (travail au domicile).

### Activités hors agriculture

#### Secteurs d'activités
56 établissements sont implantés  à Roquelaure au 31 décembre 2019. Le tableau ci-dessous en détaille le nombre par secteur d'activité et compare les ratios avec ceux du département,.
| Secteur d'activité                                                                                        | Commune | Commune | Département |
| Secteur d'activité                                                                                        | Nombre  | %       | %           |
| --- | ------- | ------- | ----------- |
| Ensemble                                                                                                  | 56      |         |             |
| Industrie manufacturière, industries extractives et autres                                                | 12      | 21,4 %  | (12,3 %)    |
| Construction                                                                                              | 14      | 25 %    | (14,6 %)    |
| Commerce de gros et de détail, transports, hébergement et restauration                                    | 15      | 26,8 %  | (27,7 %)    |
| Information et communication                                                                              | 2       | 3,6 %   | (1,8 %)     |
| Activités immobilières                                                                                    | 2       | 3,6 %   | (5,2 %)     |
| Activités spécialisées, scientifiques et techniques et activités de services administratifs et de soutien | 7       | 12,5 %  | (14,4 %)    |
| Administration publique, enseignement, santé humaine et action sociale                                    | 2       | 3,6 %   | (12,3 %)    |
| Autres activités de services                                                                              | 2       | 3,6 %   | (8,3 %)     |

Le secteur du commerce de gros et de détail, des transports, de l'hébergement et de la restauration est prépondérant sur la commune puisqu'il représente 26,8 % du nombre total d'établissements de la commune (15 sur les 56 entreprises implantées  à Roquelaure), contre 27,7 % au niveau départemental.

#### Entreprises et commerces
Les trois entreprises ayant leur siège social sur le territoire communal qui génèrent le plus de chiffre d'affaires en 2020 sont : 
- Compagnie Des Produits De Gascogne - CPG, commerce de gros (commerce interentreprises) de boissons (740 k€)
- L'arbre En Pau, services d'aménagement paysager (98 k€)
- Pau Sebastien, services d'aménagement paysager (70 k€).

### Agriculture
La commune est dans le « Haut-Armagnac », une petite région agricole occupant le centre du département du Gers. En 2020, l'orientation technico-économique de l'agriculture  sur la commune est la culture de céréales et/ou d'oléoprotéagineuses.
|               | 1988  | 2000  | 2010  | 2020  |
| ------------- | ----- | ----- | ----- | ----- |
| Exploitations | 44    | 27    | 20    | 19    |
| SAU (ha)      | 1 851 | 1 768 | 1 843 | 1 953 |

Le nombre d'exploitations agricoles en activité et ayant leur siège dans la commune est passé de 44 lors du recensement agricole de 1988  à 27 en 2000 puis à 20 en 2010 et enfin à 19 en 2020, soit une baisse de 57 % en 32 ans. Le même mouvement est observé à l'échelle du département qui a perdu pendant cette période 51 % de ses exploitations,. La surface agricole utilisée sur la commune a quant à elle augmenté, passant de 1 851 ha en 1988 à 1 953 ha en 2020. Parallèlement la surface agricole utilisée moyenne par exploitation a augmenté, passant de 42 à 103 ha.
On y produit des vins de pays côtes-de-gascogne, du floc de Gascogne ainsi que des armagnacs.

## Culture locale et patrimoine

### Lieux et monuments
- Église Saint-Loup de Roquelaure. L'édifice est inscrit à l'inventaire des monuments historiques depuis 1979[40]. Plusieurs objets (tableau, statues, etc) sont référencer dans la base Palissy (vor les notices liées)[40].
- Chapelle Saint-Blaise d'Arcamont (XIIIe siècle).
- Château du Rieutort.

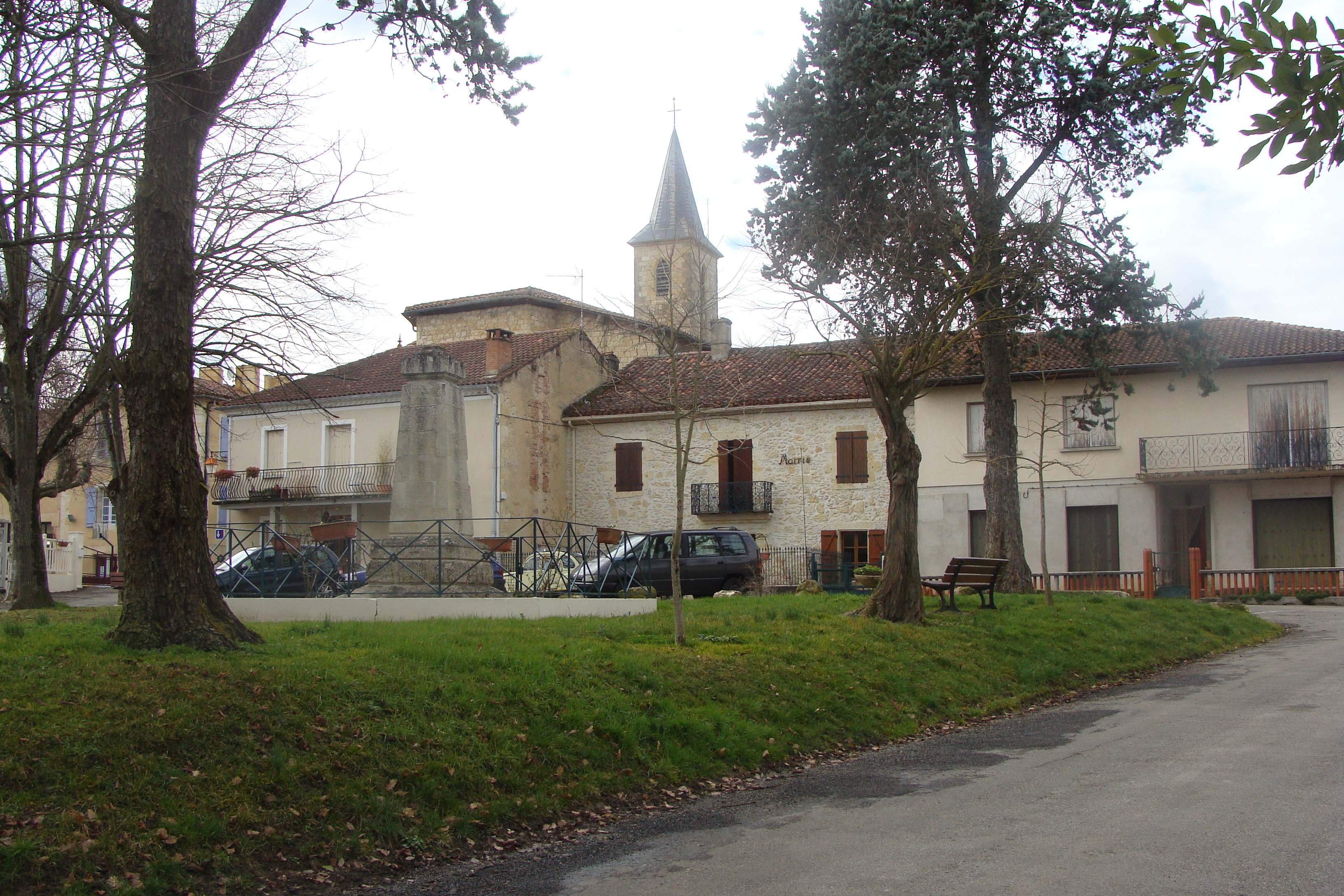
Mairie sur la place De Montal, avec l'église Saint-Loup en arrière-plan.
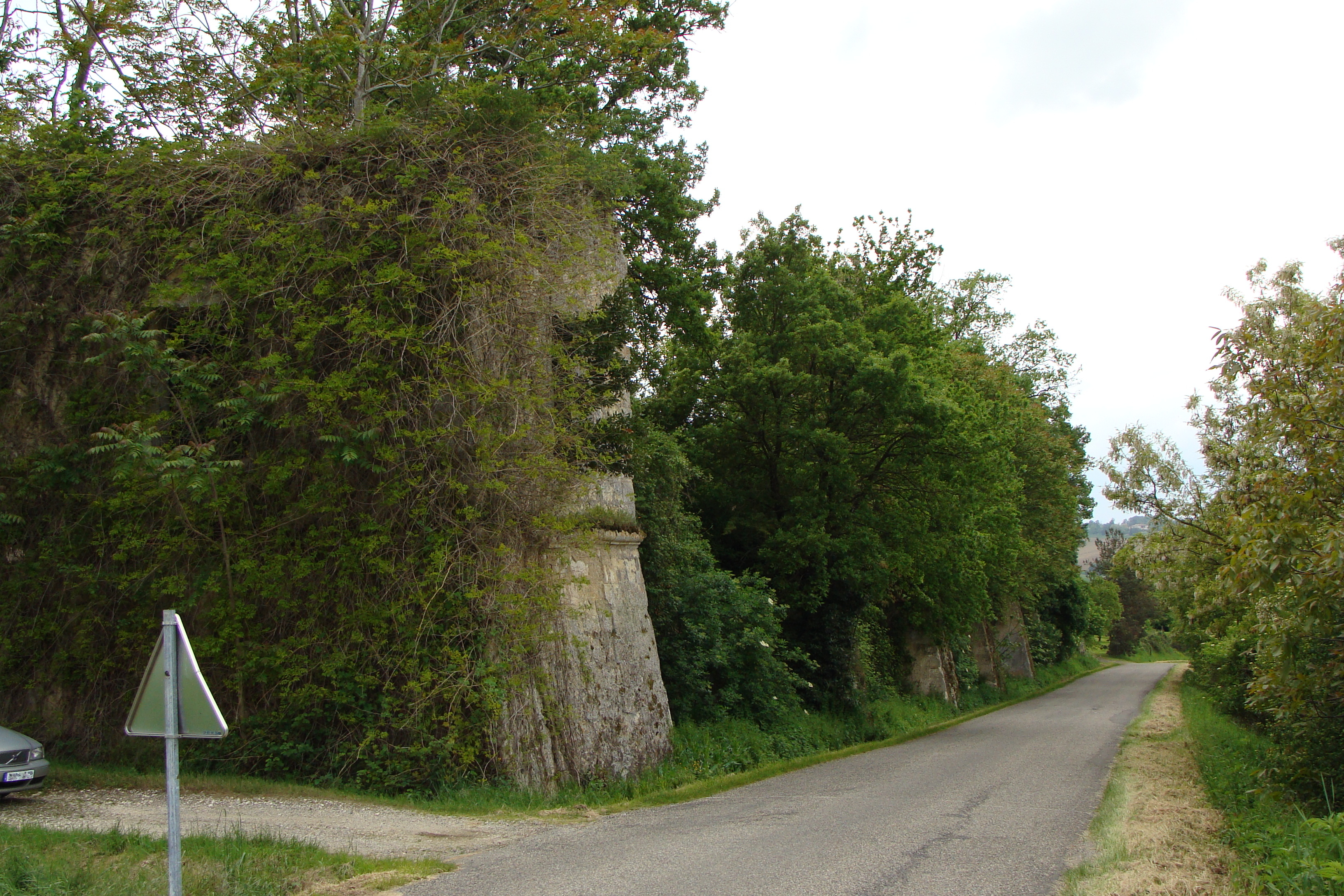
Les vestiges du fort de Roquelaure.
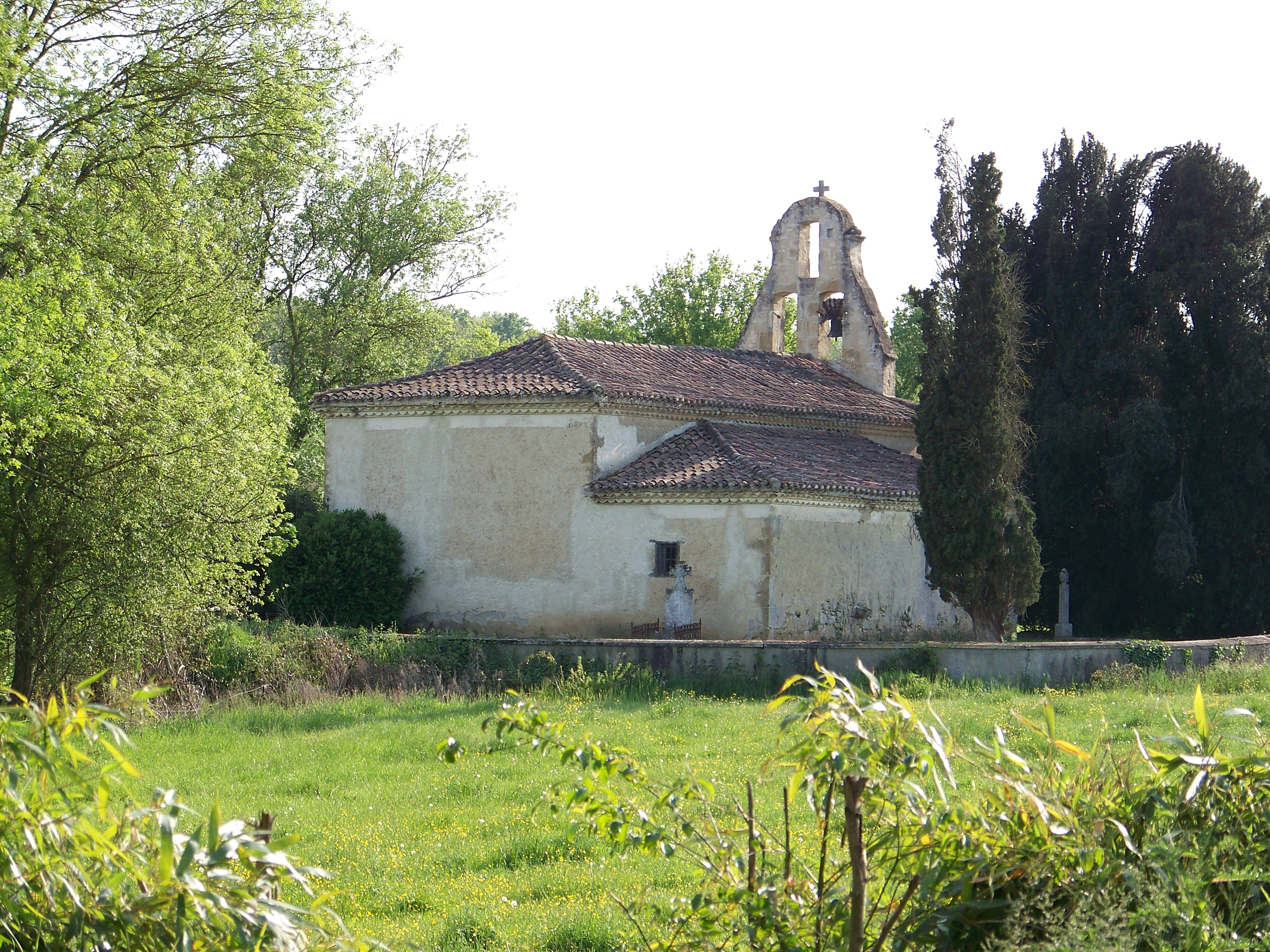
Chapelle Saint-Blaise d'Arcamont, côté nord.
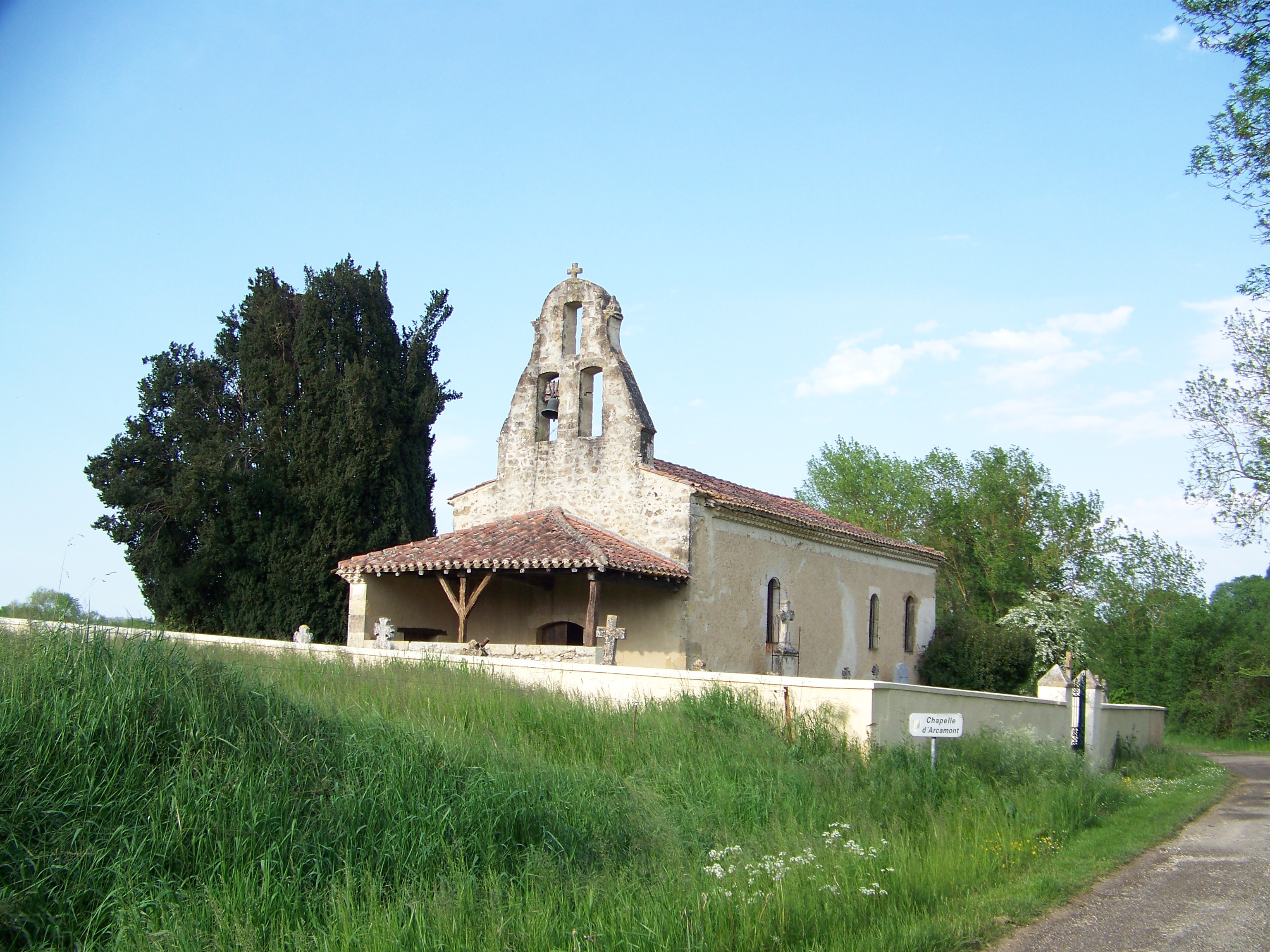
Chapelle Saint-Blaise d'Arcamont, côté sud.
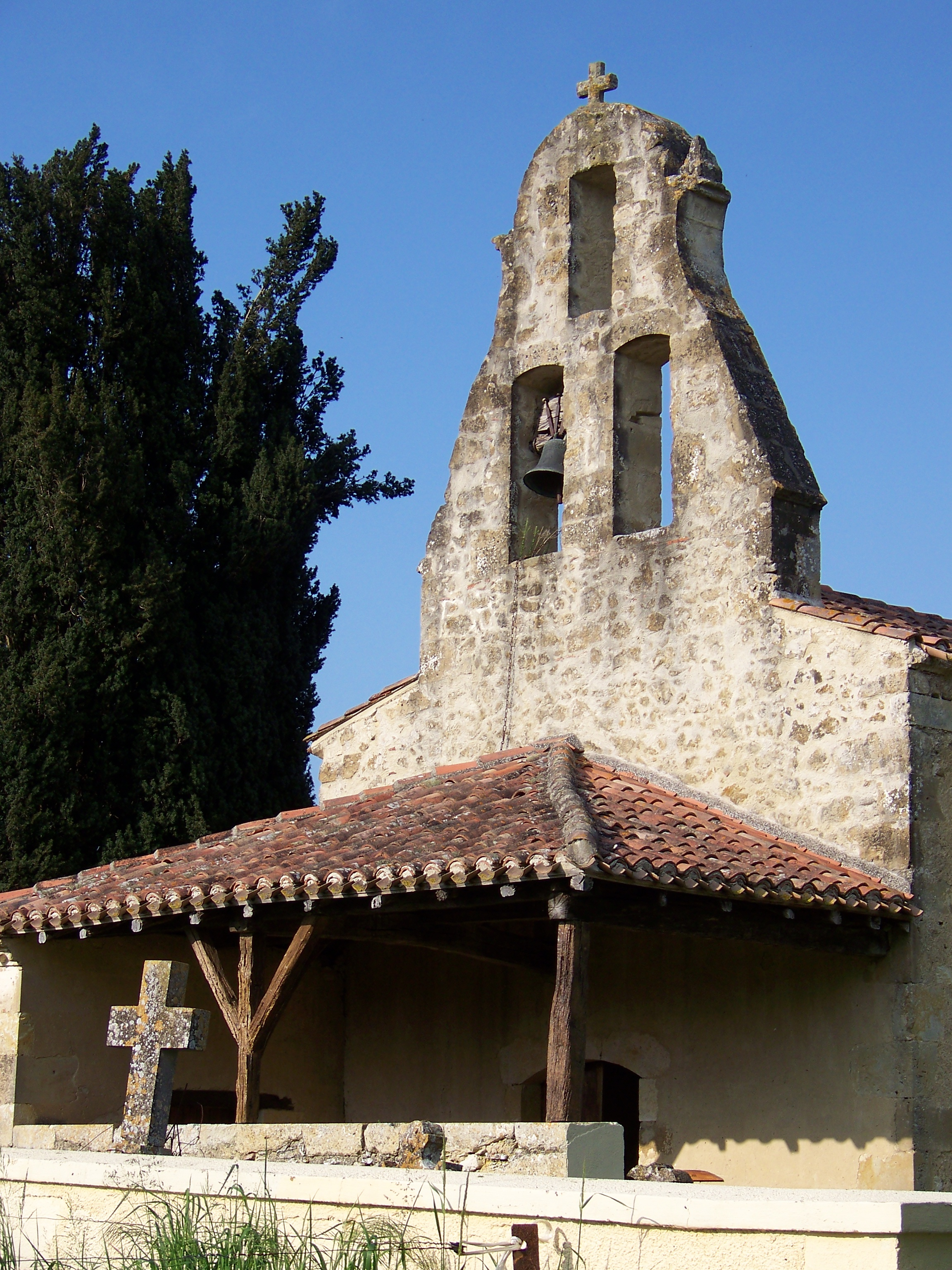
Le porche et le clocher de la chapelle Saint-Blaise.
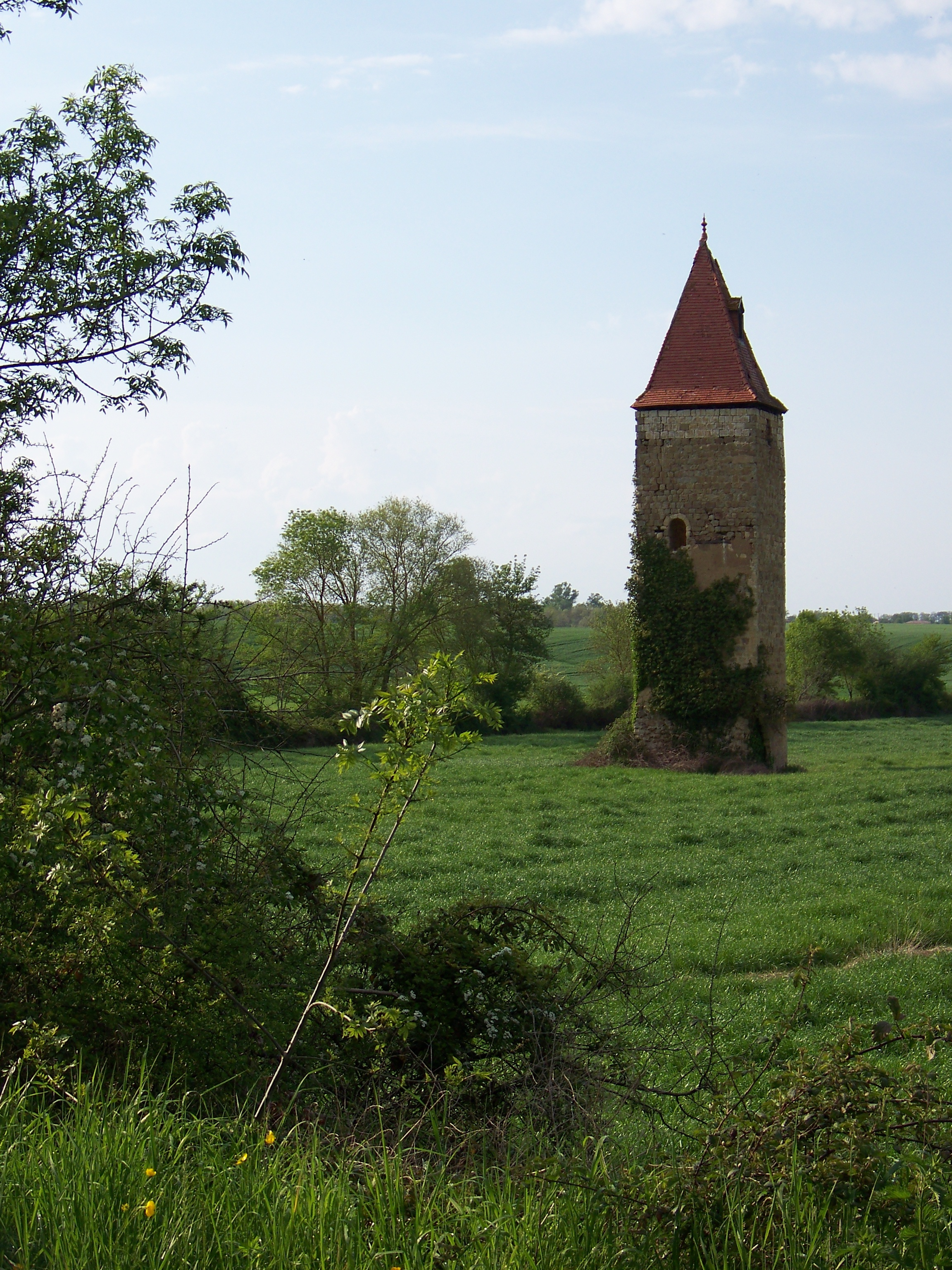
La tour d'Arcamont.

### Personnalités liées à la commune
- Antoine de Roquelaure (1544-1625) : maréchal de France, seigneur de Roquelaure ;
- Gaston-Jean-Baptiste de Roquelaure (1615-1683) : duc de Roquelaure et bâtisseur du château du Rieutort ;
- Antoine-Gaston de Roquelaure (1656-1738) : marquis puis dernier duc de Roquelaure ;
- Guillaume Dubarry (1732-1811) : comte de Roquelaure, ancien propriétaire du château du Rieutort.